# Saint-Georges-du-Rosay
Saint-Georges-du-Rosay is een gemeente in het Franse departement Sarthe (regio Pays de la Loire) en telt 395 inwoners (2005). De plaats maakt deel uit van het arrondissement Mamers.

## Geografie
De oppervlakte van Saint-Georges-du-Rosay bedraagt 17,7 km², de bevolkingsdichtheid is 22,3 inwoners per km².
De onderstaande kaart toont de ligging van Saint-Georges-du-Rosay met de belangrijkste infrastructuur en aangrenzende gemeenten.

## Demografie
Onderstaande figuur toont het verloop van het inwonertal (bron: INSEE-tellingen).